# Friedrich L. Bauer

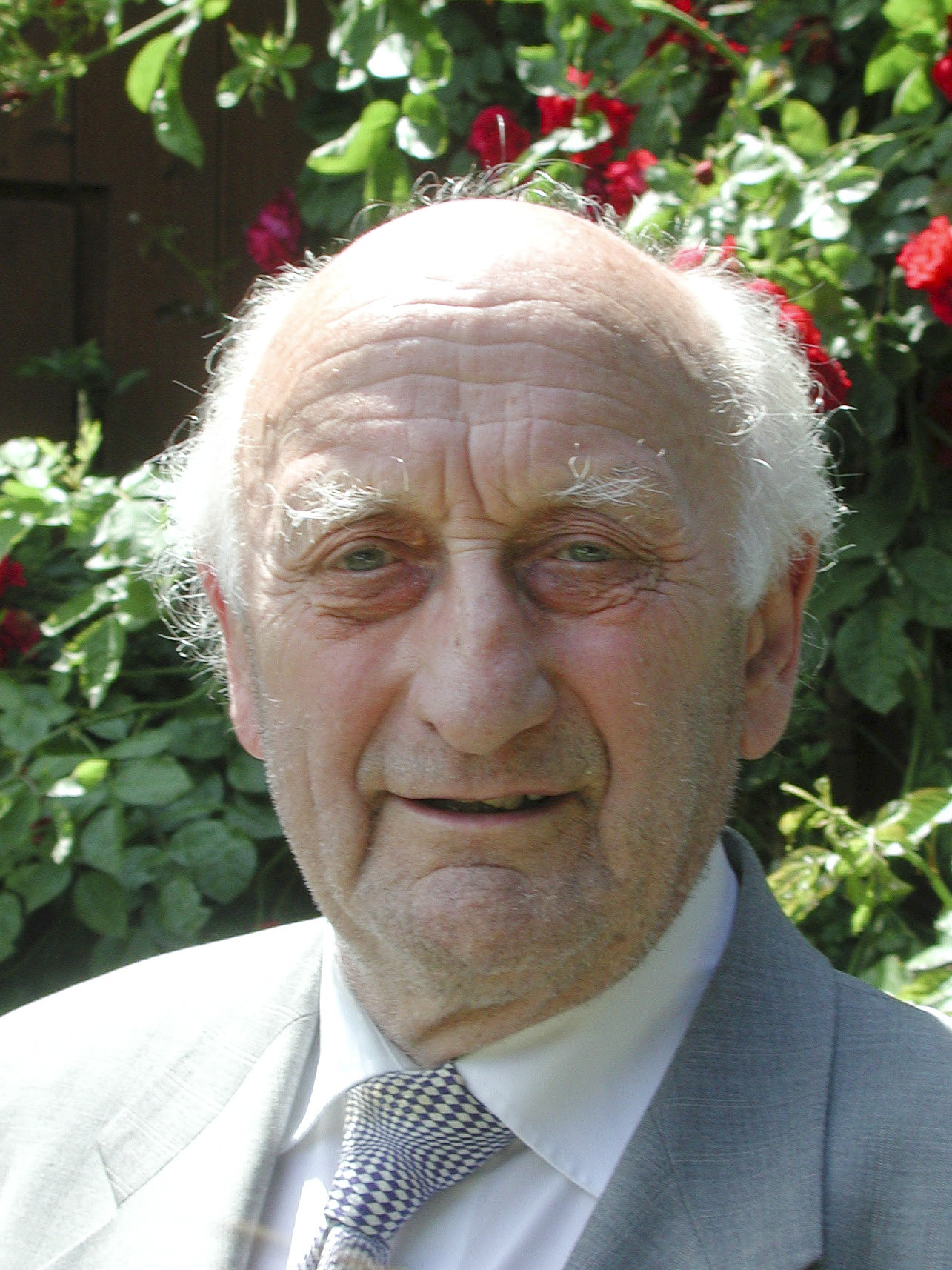
Friedrich L. Bauer (2004)

Friedrich Ludwig Bauer (* 10. Juni 1924 in Regensburg; † 26. März 2015) war ein deutscher Pionier der Informatik. Er konstruierte in den 1950er Jahren mehrere Verschlüsselungsmaschinen, erfand 1957 das Prinzip des Kellerspeichers, hielt 1967 an der Technischen Universität München die erste offizielle Informatikvorlesung in Deutschland und richtete 1988 die erste Computerausstellung im Deutschen Museum aus. Seine Publikationen zur Kryptologie sind Standardwerke der Informatik.

## Ausbildung und Lehrtätigkeit
Friedrich Ludwig Bauer war der Sohn des Bücherrevisors Ludwig Bauer. Er wuchs in Thaldorf auf und legte 1942 sein Abitur an der Ludwigs-Oberrealschule München (heute: Erasmus-Grasser-Gymnasium) ab. Während des Zweiten Weltkrieges wurde Bauer 1943 in die Wehrmacht eingezogen und war bis Kriegsende 1945 Soldat. 1946 nahm er sein Studium der Mathematik, Physik, Logik und Astronomie an der Ludwig-Maximilians-Universität München (LMU) auf, das er 1950 abschloss.
Er arbeitete ein halbes Jahr lang als Studienassessor an der Gisela-Oberrealschule in München, danach als Assistent bei Fritz Bopp an der LMU, wo er 1952 promovierte. Zwei Jahre später habilitierte er sich bei Robert Sauer.
1958 bis 1962 lehrte Bauer als Professor für angewandte Mathematik an der Universität Mainz. 1963 folgte er einem Ruf als Mathematik-Professor an die TU München. Dort rief er 1967 den Studiengang Informatik ins Leben und hielt die erste Informatikvorlesung in Deutschland. Bis zu seiner Emeritierung 1989 war er Inhaber des Lehrstuhls für Informatik an der TU München.
Von 1984 bis 1995 war er Direktor der Ferienakademie der Universität Erlangen und der TU München. Von 1970 bis 1995 war er Direktor der International Summer School Marktoberdorf.
Zu seinen Doktoranden gehören die Professoren David Gries, Manfred Broy, Peter Deussen, Christoph Zenger, Josef Stoer, Helmuth Partsch, Carlos Delgado Kloos, Gerhard Seegmüller, Rudolf Berghammer und Manfred Paul.

## Privatleben
Bauer interessierte sich frühzeitig für Musik und spielte Klavier. Er lebte in Kottgeisering bei München. Er war verheiratet und Vater von drei Söhnen und zwei Töchtern.

## Werk

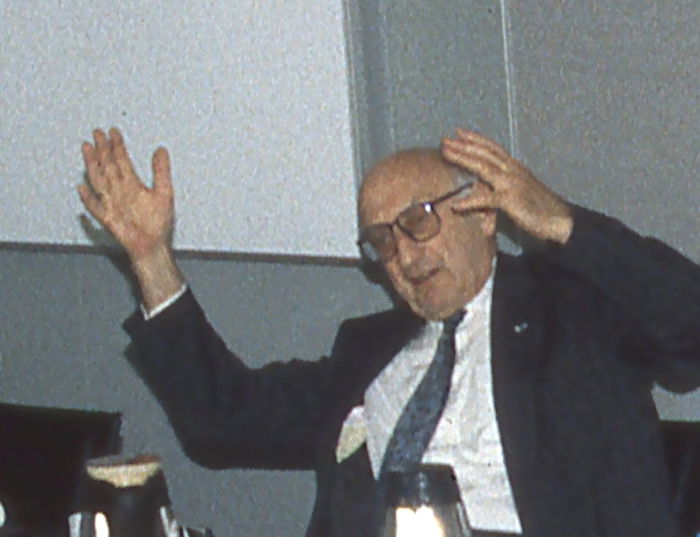
Friedrich L. Bauer auf der Herausgebersitzung des Informatik Spektrum am 29. Mai 1995. Lebhafte Kommunikation war eines seiner Charakteristika.

Bauer forschte auf den Gebieten der Algebra, numerischen Analysis, Programmiersprachen und -methoden, Softwaretechnik und Mathematischer Logik. Weiterhin ist er der Autor eines der grundlegenden Werke zum Thema Kryptologie. Insbesondere die Geschichte der Informatik beschäftigte ihn bis zuletzt.
In der numerischen Mathematik entwickelte er unter anderem Iterationsverfahren für Eigenwertprobleme und die Faktorisierung von Polynomen.
In den Jahren 1951 bis 1975 hatte er einen Beratervertrag bei der Siemens AG, 1950/51 entwickelte er die 1956 fertiggestellte logische Maschine Stanislaus, 1953 reichte er ein Patent für fehlererkennende und -korrigierende Codes ein, sowie 1957 zusammen mit Klaus Samelson ein Patent auf das Prinzip des Stapelspeichers (Kellerprinzip), wofür ihm das IEEE 1988 den Computer Pioneer Award verlieh.
Seit 1956 beteiligte er sich an der internationalen Zusammenarbeit, die zur Schaffung der Programmiersprachen Algol 58 und Algol 60 führte.
Er engagierte sich für die Anerkennung der Informatik als vollwertiges akademisches Studienfach. 1967 gab es erstmals spezielle Vorlesungen in Informatik an der Technischen Universität München, wo 1972 der eigenständige Studiengang der Informatik an der TU München entstand.
Friedrich Bauer war eines der 19 Gründungsmitglieder der Gesellschaft für Informatik. Er war Herausgeber des Informatik Spektrum von der Gründung im Jahre 1978 und hatte diese Position bis zu seinem Tode inne.
Bauer war maßgeblich an der Schaffung mehrerer Ausstellungen des Deutschen Museums beteiligt: für Informatik und Automatik (1988), für Mikroelektronik (1990) und des Mathematischen Kabinetts (1999).
Er wurde auch für seine Forschungen zum Thema Kryptologie bekannt und hielt die erste Vorlesung zu diesem Thema an einem Lehrstuhl für Informatik, was ihm – wie er in einem seiner Bücher berichtet – einmal in einer Vorlesung Besuch aus Pullach einbrachte, womit er den Bundesnachrichtendienst meinte. Zur Kryptologie veröffentlichte er zahlreiche Bücher.

## Ehrungen
- 1968: Mitglied der Bayerischen Akademie der Wissenschaften in der mathematisch-naturwissenschaftlichen Klasse
- 1971: Bayerischer Verdienstorden
- 1978: Wilhelm Exner Medaille (Österreich)
- 1982: Bundesverdienstkreuz 1. Klasse
- 1984: Mitglied der Deutschen Akademie der Naturforscher Leopoldina
- 1986: Bayerischer Maximiliansorden für Wissenschaft und Kunst
- 1987: Ehrenmitglied der Gesellschaft für Informatik
- 1988: Goldener Ehrenring des Deutschen Museums
- 1988: Computer Pioneer Award
- 1997: Heinz-Maier-Leibnitz-Medaille der TU München
- 1998: korrespondierendes Mitglied der Österreichischen Akademie der Wissenschaften
- 2002: Ehrenmitglied des Deutschen Museums
- 2004: Silberne Verdienstmedaille der Bayerischen Akademie der Wissenschaften

Friedrich L. Bauer diente gegen Ende des Zweiten Weltkriegs als deutscher Soldat. 1944 erhielt er das Eiserne Kreuz II. Klasse.
Nach ihm ist der Friedrich L. Bauer-Preis für Informatik der TU München benannt, der seit 1992 vergeben wird. Ebenso an der TU München wurde 2014 der größte Hörsaal im Mathematik- und Informatik-Gebäude nach ihm benannt.

### Ehrendoktorwürden
- 1974: Ehrendoktor der Universität Grenoble
- 1989: Ehrendoktor der Universität Passau
- 1998: Ehrendoktor der Universität der Bundeswehr München (Neubiberg)

## Schriften
- mit Hermann Bottenbruch, Heinz Rutishauser, Klaus Samelson: Proposal for a universal language for the description of computing processes. 1958.
- mit Josef Stoer: Algebra. In: Robert Sauer, István Szabó (Hrsg.): Die mathematischen Hilfsmittel des Ingenieurs. Band 3. Springer, Berlin u. a. 1968.
- mit Gerhard Goos: Informatik. 2 Bände. Springer, Berlin u. a. 1971; 4. Auflage 1991/1992, ISBN 3-540-52790-7, ISBN 3-540-55567-6.
- Andrei und das Untier. 6 Lektionen in Informatik. Bayerischer Schulbuch-Verlag, München 1972, ISBN 3-7627-3047-4.
- mit Hans Wössner: Algorithmic Language and Program Development. Springer, Berlin u. a. 1982, ISBN 3-540-11148-4, doi:10.1007/978-3-642-61807-9.
- mit Martin Wirsing: Elementare Aussagenlogik. Springer, Berlin u. a. 1991, ISBN 3-540-52974-8.
- (Hrsg.) Logic, Algebra, and Computation. Springer, Berlin u. a. 1991, ISBN 3-540-54315-5.
- Kryptologie. Springer, Berlin u. a. 1994, ISBN 3-540-57771-8, doi:10.1007/978-3-642-78869-7.
- Entzifferte Geheimnisse. Methoden und Maximen der Kryptologie. Springer, Berlin u. a. 1995; 3. Auflage 2000, ISBN 3-540-67931-6, doi:10.1007/978-3-642-58345-2.
- Decrypted Secrets. Methods and Maxims of Cryptology. Springer, Berlin u. a. 1997; 4. Auflage 2006, ISBN 3-540-24502-2.
- Historische Notizen zur Informatik. Springer, Berlin u. a. 2009, ISBN 3-540-85789-3, doi:10.1007/978-3-540-85790-7.
- Kurze Geschichte der Informatik. Fink, Paderborn 2009, ISBN 3-7705-4379-3.